# Georginio Wijnaldum
Georginio Gregion Emile Wijnaldum (pronunție în neerlandeză [ʒɔrˈʒiɲoː ʋɛi̯ˈnɑɫdʏm]; n. 11 noiembrie 1990, Rotterdam, Țările de Jos) este un fotbalist neerlandez, care joacă pe post de mijlocaș lateral la Al-Ettifaq în Liga Profesionistă din Arabia Saudită. Pe plan internațional, are prezențe la națională pentru Țările de Jos U17⁠(d), Țările de Jos U19⁠(d), Țările de Jos U21⁠(d) și Țările de Jos.

## Goluri internaționale
| #  | Data              | Stadion                                           | Oponent    | Scor | Rezultat | Competiția                                           |
| -- | ----------------- | ------------------------------------------------- | ---------- | ---- | -------- | ---------------------------------------------------- |
| 1. | 2 septembrie 2011 | Philips Stadion, Eindhoven                        | San Marino | 11–0 | 11–0     | Preliminariile Campionatului European de Fotbal 2012 |
| 2. | 12 iulie 2014     | Estádio Nacional Mané Garrincha, Brasília, Brazil | Brazilia   | 3–0  | 3–0      | Campionatul Mondial de Fotbal 2014                   |

## Statistici
| Club          | Sezon         | Campionat | Campionat | Campionat | Cupă    | Cupă   | Cupă | Europa  | Europa | Europa | Total   | Total  | Total |
| Club          | Sezon         | Meciuri   | Goluri    | PG        | Meciuri | Goluri | PG   | Meciuri | Goluri | PG     | Meciuri | Goluri | PG    |
| ------------- | ------------- | --------- | --------- | --------- | ------- | ------ | ---- | ------- | ------ | ------ | ------- | ------ | ----- |
| Feyenoord     | 2006–07       | 3         | 0         | 0         | -       | -      | -    | -       | -      | -      | 3       | 0      | 0     |
| Feyenoord     | 2007–08       | 10        | 1         | 0         | 2       | 0      | 0    | -       | -      | -      | 12      | 1      | 0     |
| Feyenoord     | 2008–09       | 33        | 4         | 5         | 4       | 0      | 3    | 7       | 1      | 0      | 44      | 5      | 8     |
| Feyenoord     | 2009–10       | 31        | 4         | 2         | 7       | 1      | 0    | -       | -      | -      | 38      | 5      | 2     |
| Feyenoord     | 2010–11       | 34        | 14        | 1         | 1       | 0      | 0    | 2       | 0      | 0      | 37      | 14     | 1     |
| Feyenoord     | Total         | 111       | 23        | 8         | 14      | 1      | 3    | 9       | 1      | 0      | 134     | 25     | 11    |
| PSV           | 2011–12       | 32        | 9         | 7         | 6       | 2      | 1    | 12      | 4      | 1      | 50      | 15     | 9     |
| PSV           | 2012–13       | 33        | 14        | 5         | 7       | 2      | 3    | 5       | 4      | 0      | 45      | 20     | 8     |
| PSV           | 2013–14       | 11        | 4         | 0         | 6       | 1      | 0    | 4       | 0      | 1      | 21      | 5      | 1     |
| PSV           | Total         | 76        | 27        | 12        | 19      | 6      | 4    | 21      | 8      | 2      | 116     | 40     | 18    |
| Total carieră | Total carieră | 186       | 50        | 20        | 33      | 6      | 7    | 30      | 8      | 2      | 250     | 65     | 29    |

## Palmares

### Club
Feynoord
• KNVB Cup: 2007-08
PSV
• Eredvisie: 2014-2015
• KNVB Cup: 2011–12
• Johan Cruyff Shield: 2013
Liverpool
• Premier League: 2019-2020
• Liga Campionilor UEFA: 2018-2019
Finalist: 2017-2018
• Supercupa Europei: 2019
• Campionatul Mondial al Cluburilor: 2019

### Internațional
Țările de Jos
- Campionatul Mondial de Fotbal

Locul 3: 2014

### Individual
- Rotterdam talent of the year: 2007[5]